# Hjortspringboot
Das Hjortspringboot (dänisch Hjortspringbåden) ist ein eisenzeitliches Plankenboot, das auf 350 v. Chr. datiert wird und damit das älteste aus Dänemark bekannte ist. Es wurde 1921 in der Nähe des Gutes Hjortspring auf der Insel Als (dt.: Alsen) entdeckt und ausgegraben.

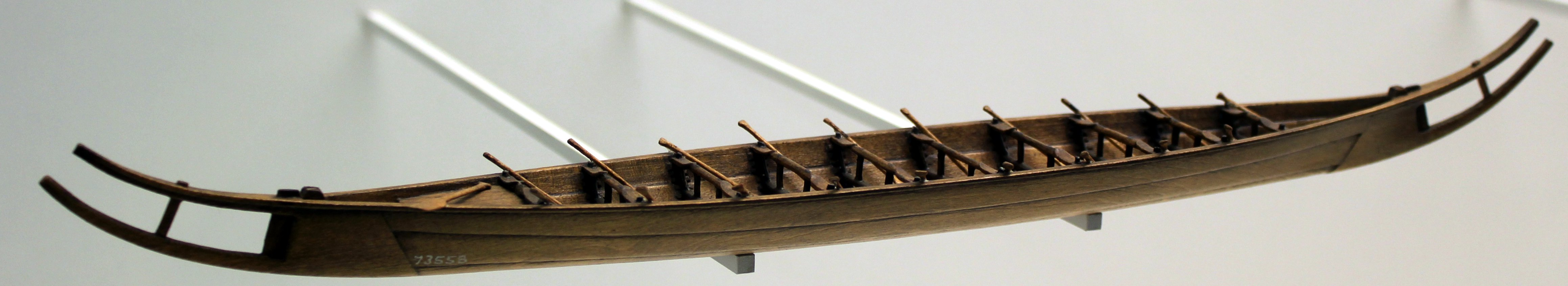
Modell des Hjortspringboots im Maßstab 1:50.

## Der Fund
Beim Torfstechen in einem etwa 40 × 50 m messenden verlandeten Moor wurden in den 1880er Jahren in der Nähe des Hofes Hjortspring auf der damals deutschen Insel Alsen mehrere Holzteile gefunden, darunter eine 8 m lange Planke, die von den Torfstechern als Feuerholz verbrannt wurde. Die Fundstelle gilt als älteste Opfer (Religion)stätte Skandinaviens. Nach dem Ersten Weltkrieg benachrichtigte man das Dänische Nationalmuseum in Kopenhagen, das 1921 und 1922 eine systematische Suche organisierte und weitere Bruchstücke eines Bootes sowie weitere Gegenstände finden konnte. Als die Ausgrabungen kurze Zeit später unter Gustav Adolf Rosenberg (1872–1940) begannen, waren nur noch etwa 40 % des ursprünglichen Opferfundes vorhanden. Neben dem kanuartigen Hjortspringboot, das trotz der widrigen Bedingungen vorbildlich dokumentiert wurde, kamen als „Beifunde“ vor allem Waffen zum Vorschein, die sich bei der Versenkung auf dem Boot befunden hatten und daher gleichzeitig zu datieren sind. Darunter waren 169 Speer- und Lanzenspitzen (138 aus Eisen, 31 aus Knochen), 50 Buckelschilde aus Holz, keltischen Typus, 10 Fragmente von Kettenhemden und etwa ein halbes Dutzend Schwerter. Die Waffen waren zum Teil vor der Deponierung durch Verbiegen unbrauchbar gemacht worden, es handelt sich bei ihnen um die ältesten erhaltenen Beispiele aus Stahl und bei dem Fund um das älteste Waffendepot des Nordens. An profanen Funden gab es mehrere hölzerne Teller und Gefäße sowie Bronzebeschläge und eine Bronzenadel und das Mundstück eines Blasebalges. Dem Boot zugeordnet werden können auch ein gutes Dutzend Paddelfragmente, sowie zwei Steuerruderfragmente, die unterschiedliche Maße und Formen aufweisen. Diese waren vermutlich je nach Person und Position auf dem Boot individuell angepasst.
Der Opferfund war vermutlich von den Bewohnern der Insel als Dank für einen Sieg über Invasoren, eventuell vom Festland (festzumachen an den keltischen Waffentypen), dargebracht worden. Insgesamt wird auf Grund der großen Zahl der Waffen eine Gruppe von 100 Mann angenommen, die mit wahrscheinlich vier Booten übersetzte.
Das Boot selbst wurde bei den Baggerarbeiten größtenteils zerstört, die verbliebenen Teile befinden sich heute zusammen mit einem Teil der gefundenen Waffen und Geräte in der Dauerausstellung Danmarks Oldtid im Dänischen Nationalmuseum in Kopenhagen. Die erhaltenen Teile des Bootes werden mit Hilfe einer Edelstahlgerüstkonstruktion in der vermuteten Originallage des Bootes gezeigt.

## Das Boot

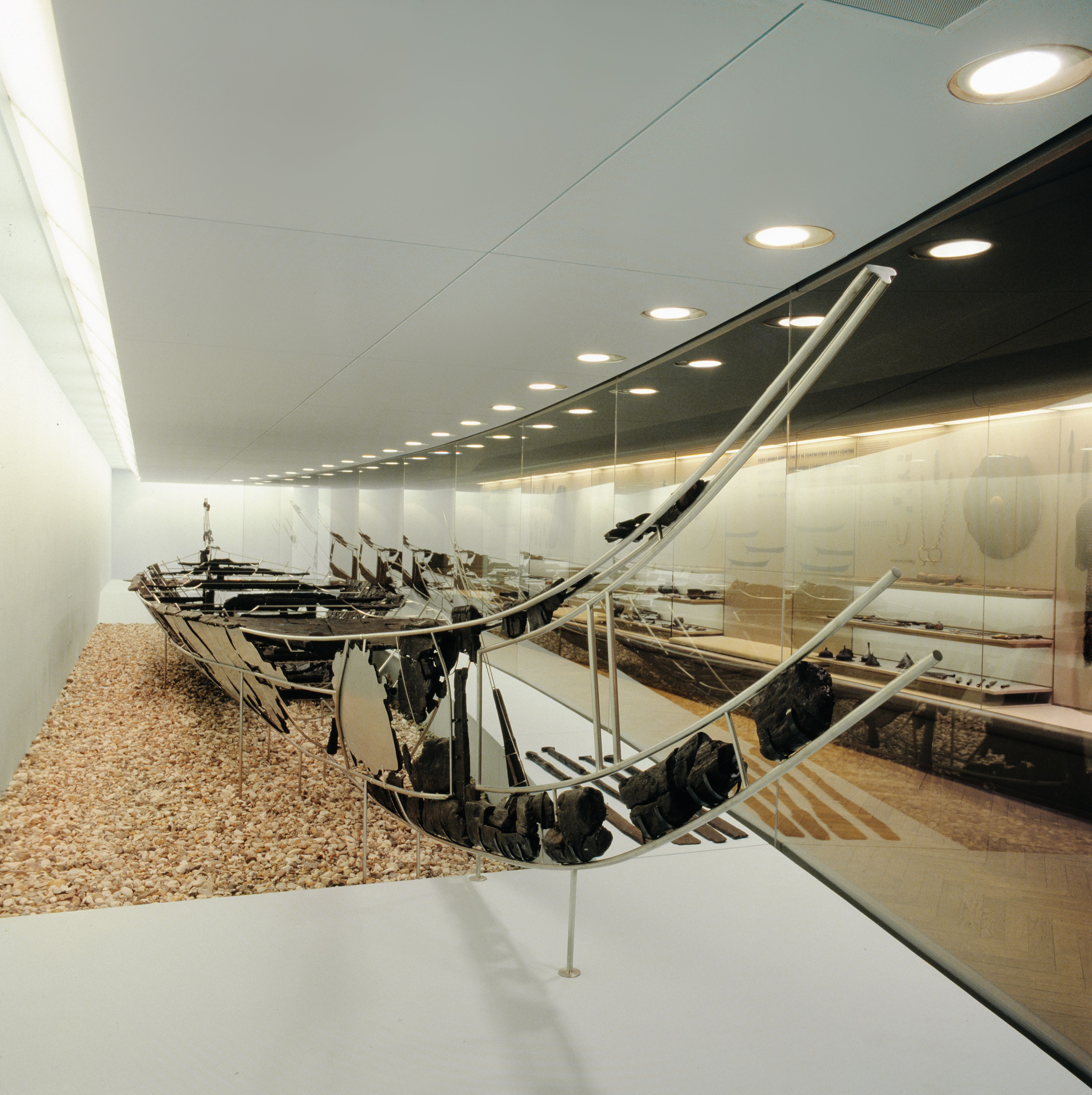
Hjortspringboot

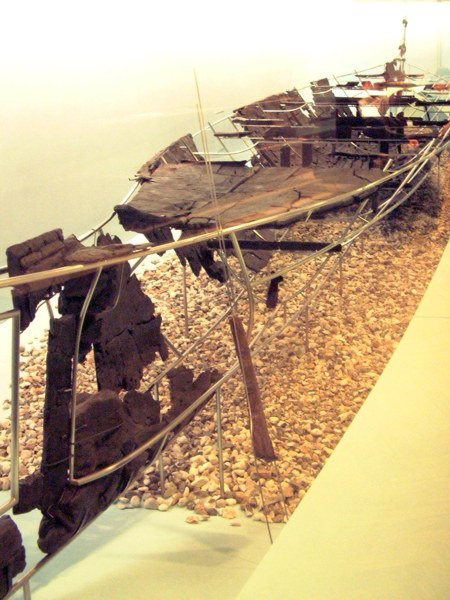
Die geborgenen Reste des Hjortspringboots im Dänischen Nationalmuseum.

Riss des Hjortspringboots

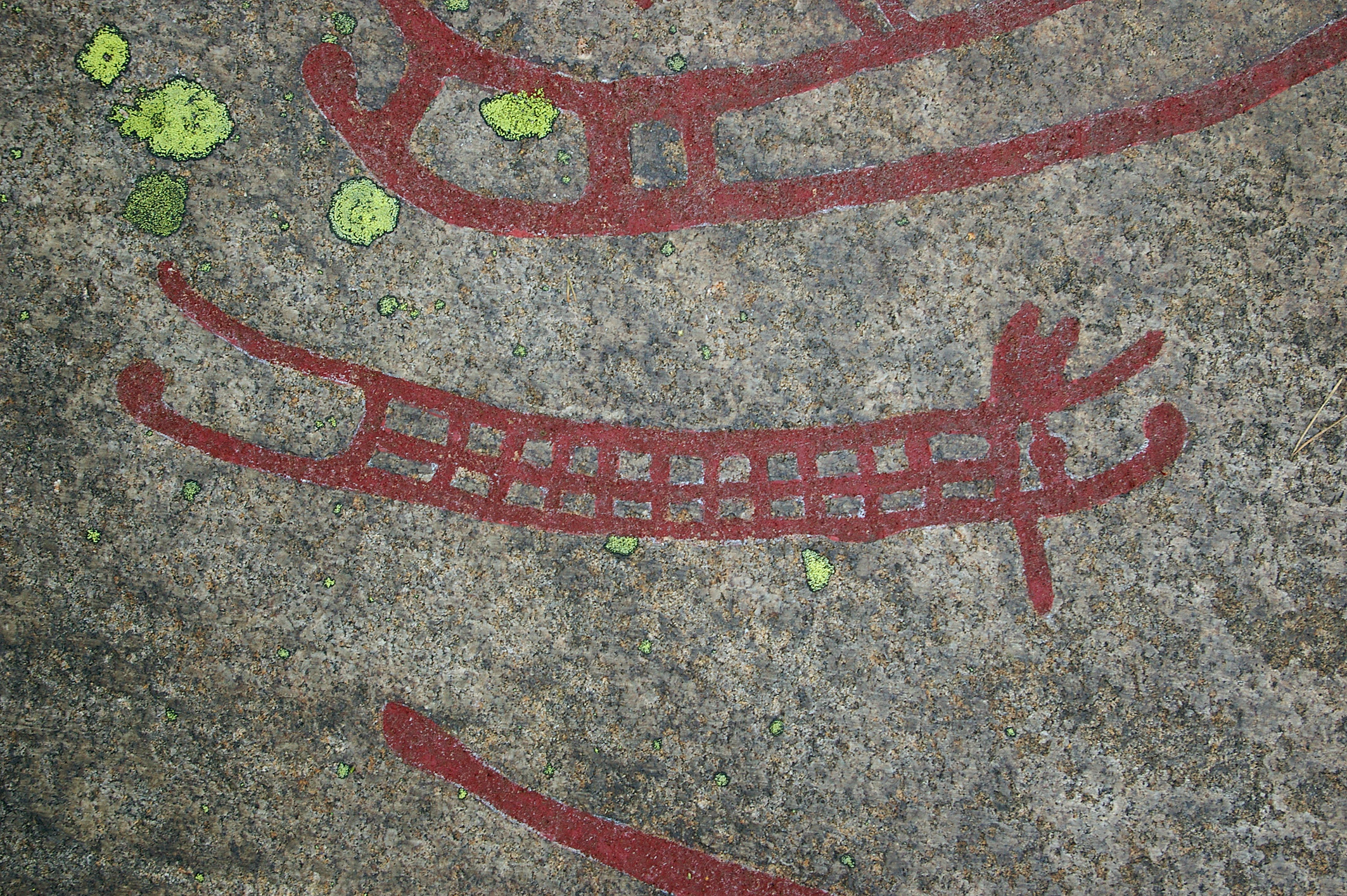
Zum Vergleich: Felsritzungen von Tanum (Schweden)

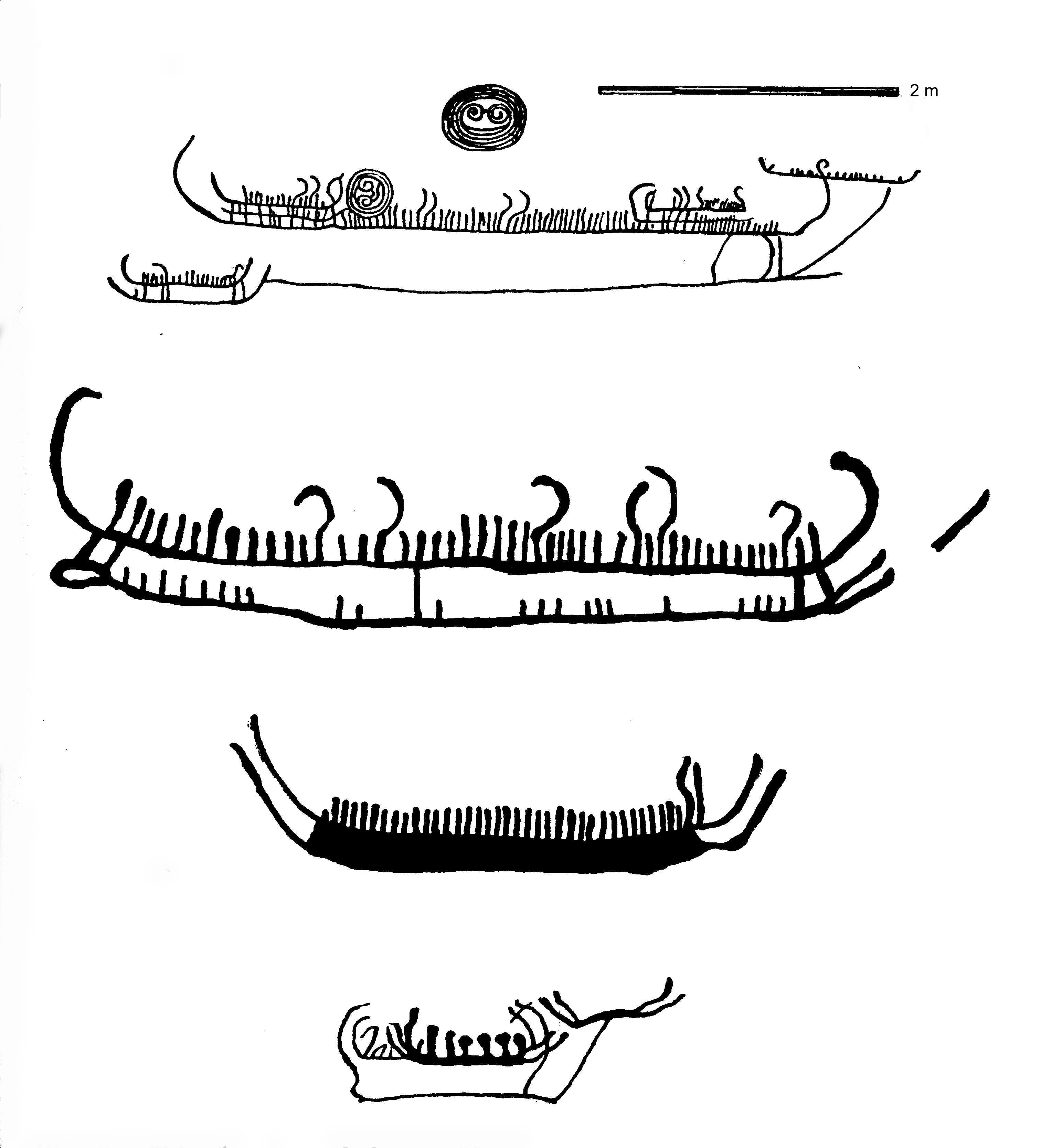
Bootsfelsbilder der Bronzezeit

Bei dem Hjortspringboot handelt es sich um ein geklinkertes Plankenboot. Es wurden in Schalenbauweise gebaut.
Der Bootstyp stammt aus der späten Bronzezeit, wenn das Boot auch in der frühen Eisenzeit gebaut wurde (4.–3. Jahrhundert v. Chr.). Man hält es für ein Kriegsboot zum schnellen Übersetzen einer Kriegerschar über ein größeres Gewässer. Es wurde nahezu komplett aus Holz der Winterlinde gebaut, das weniger widerstandsfähig als das hauptsächlich verwandte Eichenholz war, jedoch deutlich leichter, was der Flexibilität des Bootes zugutekam. Da es weder Ruderlöcher oder Ruderdollen noch irgendeine Einrichtung zur Aufnahme eines Schiffsmastes gibt, handelt sich um ein offenes Kanu, das mit insgesamt 20 Stechpaddeln angetrieben wurde, was durch die Rekonstruktion bestätigt werden konnte. Da zwei Steuerruder gefunden wurden, ist davon auszugehen, dass sowohl am Bug als auch am Heck jeweils eines befestigt gewesen war. Es ist 19 m lang, 2,07 m breit und 0,7 m hoch. Die Länge des Bootsraumes beträgt 13,6 m bzw. 15,3 m. Die Masse betrug vermutlich rund 600 kg. Das Boot besitzt an Bug und Heck je zwei übereinanderliegende und weit ausladende Steven. Die schnabelartigen Steven geben dem Hjortspringboot sein von bronzezeitlichen Felsritzungen aus Skandinavien bekanntes Profil. In früherer Forschung wurden diese als ein Indiz für ein hautüberzogenes Boot als Ursprung gewertet, jedoch ist allein diese ausladende Holzkonstruktion ohne offensichtlichen Nutzen kein Beweis. Der Schiffsboden besteht aus einer breiten Kielplatte mit je zwei, auf beiden Seiten in Klinkerbauweise aufgesetzten Setzborden. Die oberen Setzborde hatten eine verdickte Reling zur Erhöhung der Stabilität des Bootskörpers. Die aus einem Stück bestehende Kielplatte und die aus jeweils zwei Teilen zusammengesetzten Relingplanken gehen an beiden Enden des Bootes in die frei ausladenden Schnäbel über. Die insgesamt fünf Planken sind aus wenige Zentimeter starkem Lindenholz, das an den dünnsten Stellen etwa 15 mm stark war, in konsequenter Leichtbauweise gefertigt. Alle Bauteile sind mit Bastseilen zusammengenäht, die Stöße und Nähte sind mit einer Baumharzmasse abgedichtet. Zur Verstärkung wurde das Boot im Inneren mit zehn Spanten aus Haselzweigen versteift. Dieses in Konstruktion wie Ausführung sehr ausgereifte Boot dokumentiert den Höhepunkt der längeren Bootsbautradition in der Region, die in die Bronzezeit zurückreicht. Dieser Schiffstyp war mit den damaligen Mitteln nicht weiter entwickelbar, und andere Bootstypen lösten diese Bauart ab. Historische Felsritzungen, unter anderem aus Himmelstalund, Flyhov, Litsleby oder Tanum in Schweden deuten an, dass dieser Bootstyp eine sehr weite Verbreitung hatte.
Nachteile dieses Bootes sind das geringe Freibord mit der damit verbundenen fraglichen Hochseetüchtigkeit und die für die Größe des Bootes relativ geringe Zuladung, die großen Vorteile jedoch sein geringes Gewicht (so wiegt der Nachbau bei 19 m Länge nur 530 kg), sein geringer Tiefgang, die gute Manövrierfähigkeit in beide Richtungen sowie seine hohe Reise- und Endgeschwindigkeit.
1922 wurden die Teile des Bootes nach dem damaligen Stand der Wissenschaft mit Glycerin, Alaun, Wachs und Lack konserviert. Da das Boot danach in einem Keller gelagert wurde, zerfiel das Holz auf Grund der hygroskopischen Wirkung der darin eingebetteten Alaunkristalle allmählich. Um den Zerfall aufzuhalten, wurde in den Jahren 1966 bis 1979 eine weitere Konservierung der Holzteile mit Polyethylenglycol (PEG) notwendig.
Bei einer Nachgrabung an der Fundstelle wurden 1987 weitere Bootsteile gefunden. Eine 14C-Datierung dreier Holzobjekte aus dieser Nachgrabung erbrachte einen Niederlegungszeitpunkt von 350 bis 300 v. Chr.

## Rekonstruktionen
In den 1940er Jahren wurde eine erste fahrfähige Rekonstruktion des Hjortspringbootes angefertigt, die jedoch seit 1947 verschollen ist. Eine zweite Rekonstruktion wurde in den 1970er Jahren in Deutschland im Maßstab 1:2 nachgebaut. In den Jahren 1991 bis 1999 wurde eine weitere Rekonstruktion durch den eigens gegründeten Verein Hjortspringbådes Laug angefertigt. Es brauchte etwa 10.000 Stunden für Planung und den Bau, wobei 6500 Stunden allein für den Nachbau der "Tilia Alsie" benötigt wurden. Da keine Linde in einer entsprechenden Länge (mindestens 15 m) verfügbar war, mussten die Planken des Nachbaues entgegen dem Original aus zwei Stücken gebaut werden. Als Rohmaterial für den Nachbau dienten vier Lindenstämme aus einem Danziger Wald mit zusammen 18 t Gewicht. Das fertige Boot hat ein Gewicht von etwa 530 kg und voll ausgelastet mit 24 Mann und Nutzlast eine Wasserverdrängung von 2500 kg, wobei ein Tiefgang von etwa 35 cm entsteht. In Experimenten wurden mit einer geübten Mannschaft eine Höchstgeschwindigkeit von 8,2 Knoten (etwa 15,2 km/h) in 30 Sekunden und eine Reisegeschwindigkeit über längere Strecken von etwa 6 Knoten (etwa 11 km/h) erreicht, was bedeutet, dass an einem Tag etwa 75 km zurückgelegt werden könnten. Außerdem zeigte sich das Boot auch unter erschwerten Wetterbedingungen mit 1 m Wellengang und Windgeschwindigkeit von 10 m/s unerwartet gut handhabbar, daher ist eine Hochseetüchtigkeit außerhalb des Ostseegebietes nicht auszuschließen.